# 文臺寶塔
24°23′56″N 118°18′22″E / 24.3987700448675°N 118.306013014816°E
文臺寶塔是中華民國金門縣金城鎮的一個唯一保存完善的明代石塔古蹟，曾是航海的指標，現屬中華民國國定古蹟。

## 歷史
十四世紀中葉以後，日本中央控制力減弱，日本海盜橫行。明洪武二十年（1387年）江夏侯周德興奉命抵禦日本海盜，在屯兵戍守浯洲（今金門）時，設置守禦千戶所，築金門城，並設峰上、田浦、官澳、陳坑、烈嶼等五寨拱衛金門城。同時興建金門三塔，即太武山的倒影寶塔、矛山的矛山寶塔與南磐山的文臺寶塔。文臺寶塔為目前三塔中僅存的一座。
文臺寶塔得名自魁星，當地文人藉此塔遙祭魁星以順文運。明百戶陳輝曾鐫刻「湖海清平」四字，又刻了「文臺寶塔」四字，鄉民常常登高至此處。本塔歷經八二三炮戰仍屹立不搖，金門縣政府於1967年夏天由兵工重修，並興築扶梯，直達塔基磐石。
2022年2月，金門縣文化局將金門城東段、魯王疑塚及周邊史蹟、文臺寶塔、金門城南門外「行人贊」碑碣、明邵朴庵墓道碑合併登錄為中華民國文化資產史蹟類-「明清金門城遺跡」。

## 建築描述
文臺寶塔的平面成六角形，內部實心，基座以上共分為五層。每層均由花崗石條以一丁一順的方式砌造而成。各層之間由突出的石板作為屋檐，加以區隔。整個寶塔由下而上逐漸內縮，削尖而上。頂層則為造型樸拙的尖山寶頂。
頂層的塔檐下的石條，刻有「奎星聳照」四字橫題。但由於年代久遠，字跡已相當模糊。「奎星聳照」下方則有一塊方石，石上浮刻著「魁星踢斗」的圖像。底下磐石另有國畫大師張大千的「國之金湯」墨寶。

## 地理位置
位於今金門縣金城鎮古城村舊金城南磐山南端。